# روش سبکبار
روش سبکبار یا آلپی (به انگلیسی: Alpine style) در کوهنوردی (اغلب در هیمالیانوردی) به روشی گفته می‌شود که در آن کوهنورد فقط با اتکا به توانایی‌های خود به انجام صعود می‌پردازد، به طوریکه تمام لوازم شخصی، غذا، چادر و غیره را با خود حمل می‌کند. در نقطه مقابل روش محاصره‌ای قرار دارد که در آن تعدادی کمپ‌های از پیش بر قرار شده وجود دارد که کوهنورد می‌تواند در موقع لزوم از آنها استفاده نماید. به علاوه در روش سبکبار از استفاده از طناب ثابت، اکسیژن کمکی، باربر ارتفاع یا گروه پشتیبانی امتناع می‌گردد. برخلاف روش محاصره‌ای که در آن هم‌هوایی ضمن برپایی کمپ‌ها و نصب طناب ثابت انجام می‌گیرد، در این روش رفت و برگشت از مسیر انجام نشده و کوهنورد به یکباره برای صعود تا قله اقدام می‌کند. به همین دلیل مراحل هم‌هوایی باید قبل از صعود نهایی انجام شده باشد.

## افزایش محبوبیت
بسیاری کوهنوردی به روش سبکبار را ناب‌ترین روش کوهنوردی  می دانند که کوهنوردان باید از آن تبعیت کنند. این روش با صعود رینهولد مسنر و پیتر هابلر به قله گاشربروم ۱ در سال ۱۹۷۵ معروف شد اگرچه از سالها قبل در بسیاری از صعودها این روش به کار گرفته می‌شد. از آن جمله می‌توان به تلاش مومری در نانگاپاربات اشاره نمود. هرمن بول (اولین کسی که پا بر قله نانگاپاربات گذاشت) تمایل داشت این روش را در قراقروم نیز اجرا نماید. او و همنوردانش بعد از صعود موفق برودپیک با این روش قله اسکیل بروم را صعود کردند (مارکوس اشمیت و فریتز وینتراشتلر) و برای صعود چوگولیزا تلاش نمودند (هرمن بول و کورت دیمبرگر).
امروزه اغلب کوهنوردان طراز اول با این روش به هیمالیا نوردی می‌پردازند.

## مزایا
از مهمترین مزایای این روش کوهنوردی می‌توان به سپری کردن زمان کمتری در مسیر و در نتیجه کاهش خطراتی نظیر بهمن و طوفان اشاره نمود. در جایی که خطر ریزش بهمن یا سنگ وجود دارد این عامل می‌تواند بسیار تعیین کننده باشد. روش سیکبار معمولاً ارزان‌تر و سریعتر است و مناسب کسانی است که از نظر مالی در مضیقه قرار دارند. دلیل ارزان‌تر بودن این است که از وسایل کمتری استفاده می‌گردد، از کمک باربران ارتفاع استفاده نمی‌شود و در مجموع زمان کمتری در منطقه صرف می‌گردد. این روش مناسب گروه‌های کوچک و سریع است بر خلاف روش محاصره‌ای که در آن معمولاً تعداد نفرات تیم بسیار زیاد است.

## معایب
از معایب این روش می‌توان به نداشتن گروه پشتیبان و احتمال هم هوا نشدن به خاطر سپری کردن زمان کمتر در ارتفاعات بالا، اشاره کرد. همچنین به دلیل آنکه طناب ثابت یا کمپ‌های از قبل برپا شده وجود ندارد که در مواقع بحرانی بتوان از آنها برای برگشت استفاده نمود کوهنوردی که با این روش به صعود می‌پردازد باید از آمادگی بالایی برخوردار باشد. کوهنوردانی که با این روش صعود می‌کنند در صورتی که به هر دلیل نتوانند مسیر خود را ادامه دهند باید گزینه دیگری را برای بازگشت در نظر بگیرند مانند شب‌مانی اضطراری (احتمالاً بدون وسایل مناسب)، فرود اضطراری (با به جا گذاشتن کارگاه و احتمالاً وسایل فنی)، یا رفتن به مسیری دیگر از نقطه‌ای که در آن قرار دارند (احتمالاً بدون داشتن اطلاعات کافی از مسیر بازگشت).